# Ayame Misaki
Ayame Misaki (水崎 綾女 Misaki Ayame?) (Kobe, Hyogo, Japón; 26 de abril de 1989) es una actriz japonesa afiliada a Horipro. Originalmente debutó en revistas de gravure idol y programas de variedades, luego trabajó como actriz. Ayame es conocida por interpretar a Miki en Cutie Honey: The Live.

## Biografía
Ayame ganó la 29ª Horipro Tarento Scout Caravan en el premio Weekly Young Sunday (premio a la mejor gravure idol) y debutó. Su lema publicitario es "Heisei-born F Cup".

## Filmografía

### Serie de Televisión
| Año  | Título                          | Rol            | Red        | Notas                     |
| ---- | ------------------------------- | -------------- | ---------- | ------------------------- |
| 2006 | Kisshō Tennyo                   | Mari Ono       | TV Asahi   |                           |
| 2007 | Cutie Honey: The Live           | Miki Saotome   | TV Tokyo   |                           |
| 2009 | Saru Lock                       |                | Yomiuri TV | Episodio 1                |
| 2010 | GeGeGe no Nyōbō                 | Tomomi Sunada  | NHK        | Episodios 146 y 147       |
| 2011 | Suzuki Sensei                   |                | TV Tokyo   | Episodio 3                |
| 2011 | The Reason I Can't Find My Love | Meg            | Fuji TV    | Episodios 2 al 8          |
| 2012 | Deka Kurokawa Suzuki            | Yuki Mizushima | Yomiuri TV | Episodio 8                |
| 2012 | Tokumei Sentai Go-Busters       | Escape         | TV Asahi   | Episodios 22 al 48        |
| 2013 | Aji Ichi Monme                  |                | TV Asahi   |                           |
| 2013 | Higanjima                       | Ryoko          | MBS        |                           |
| 2015 | Aibō                            | Minako Jinkawa | TV Asahi   | Temporada 13, Episodio 17 |
| 2020 | Alice in Borderland             | Saori Shibuki  | Netflix    |                           |